# 萧与成
萧与成（1493年—1579年），字宗乐，号铁峰。广东潮阳县（今属潮阳区）人。明朝政治人物。

## 生平
正德八年（1513年）鄉試解元，正德十二年（1517年）中丁丑科會試五十名，廷试三甲九十一名进士，選翰林院庶吉士。授翰林院检讨，参与预修《明武宗实录》，升修撰，封承务郎。两年后以丁外艰返乡。乡居期间，时值倭寇扰乱中国沿海地区的高峰期，曾组织抗击倭寇。

## 遺跡
潮州城牌坊街有四进士坊，为他与正德十二年丁丑科潮州府同科进士陈大器、薛侃、苏信所建。

## 家族
曾祖萧镒。祖父萧崑。父萧廷國。母郭氏。具庆下。兄萧汝为，贡士；萧阳春。弟萧与丁、萧与将、萧与畴、萧与新、萧与裘、与潔、与叙。长子为萧端蒙。

## 著作
- 《铁峰先生遗稿》四卷清冯奉初选辑于《潮州耆旧集》[3]。
- 《萧氏族谱》